# حمام حريم سلطان آيا صوفيا
حمام حريم سلطان آيا صوفيا وهو حمام تركي من االقرن السادس عشر في اسطنبول. تم بناء الحمام بتكليف حريم سلطان ويشملون القرينات والزوجات القانونيات للسلطان العثماني سليمان القانوني. تم بناؤه من قبل معمار سنان في موقع حمامات زاكبيكوس التاريخية للمجتمع الديني في آيا صوفيا القريبة.

## الهندسة المعمارية
```
تم بناء الحمام العام كمبنى خيري من قبل المهندس المعماري معمار سنان في علم 1556. تم تصميم الهيكل الطويل الذي يبلغ طوله 75 مترًا على غرار الحمامات العثمانية الكلاسيكية التي تحتوي على قسمين متناظرين منفصلين للذكور والإناث. كلا القسمين يقعان في اتجاه الشمال والجنوب، على نفس المنوال الذي كان جديدًا في هندسة 
الحمام التركي
. تم تقسيم الحمام ليكون الرجال في الشمال بينما يكون قسم النساء في الجنوب.
[
2
]
```

## صور

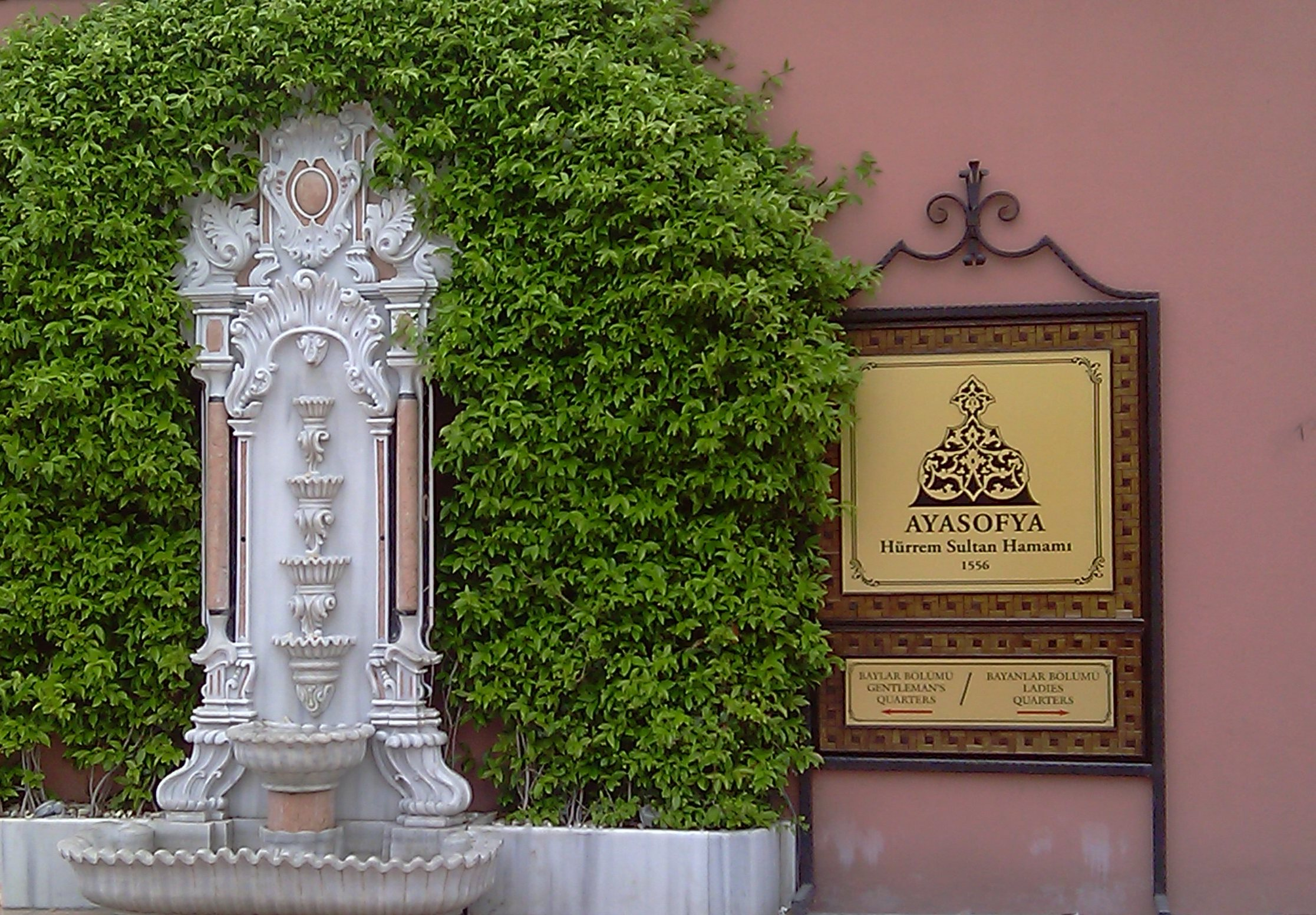
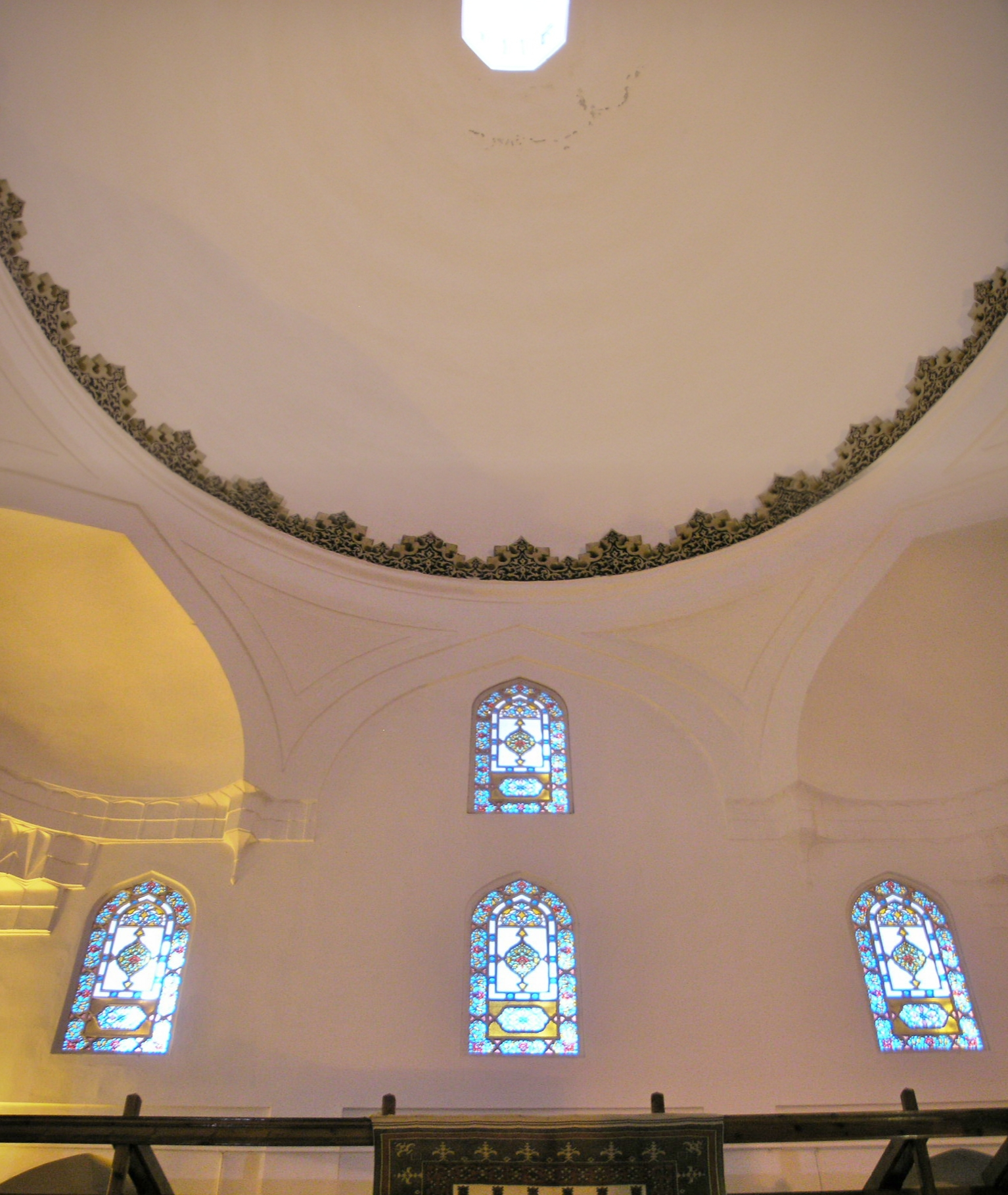
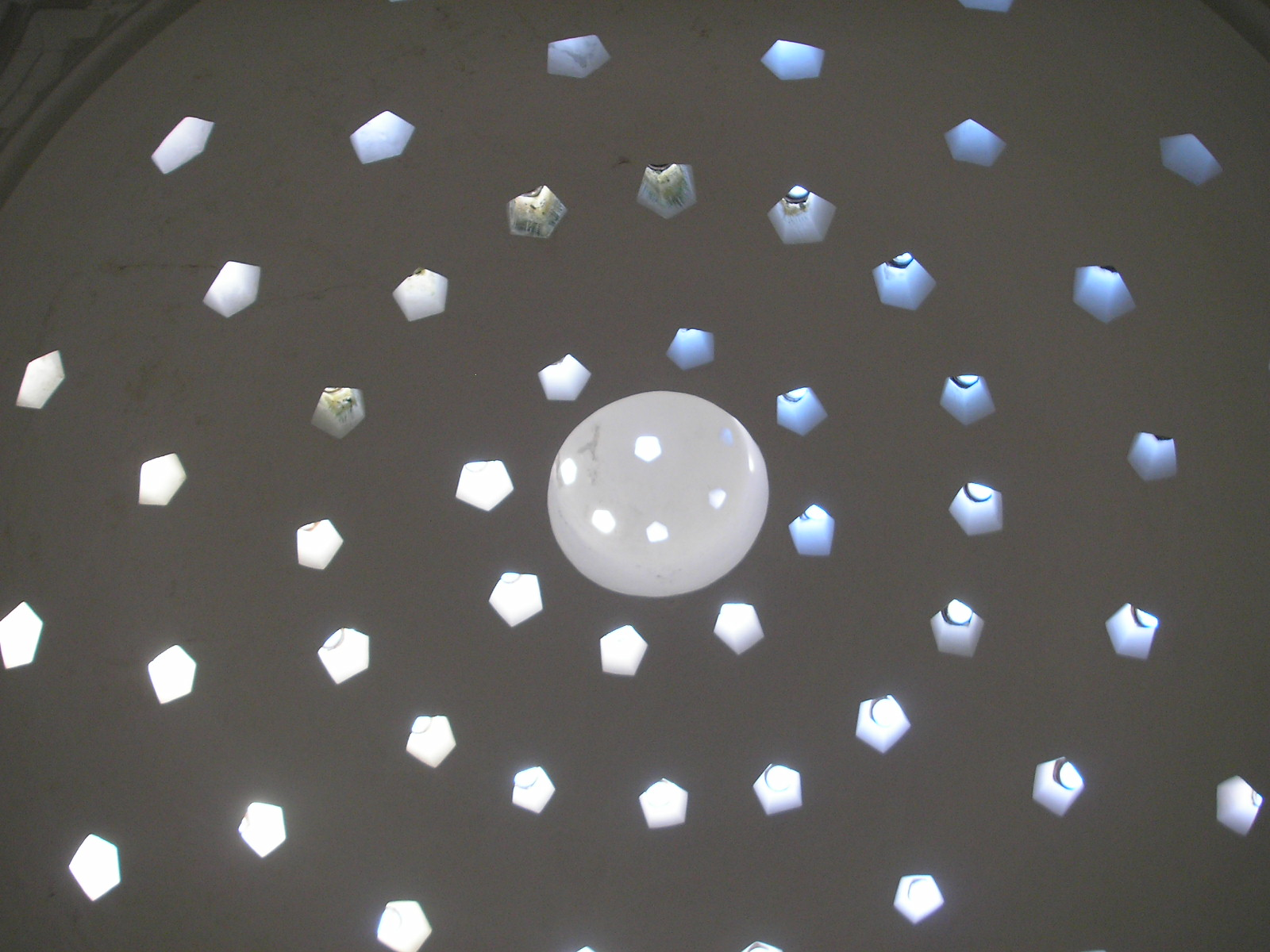
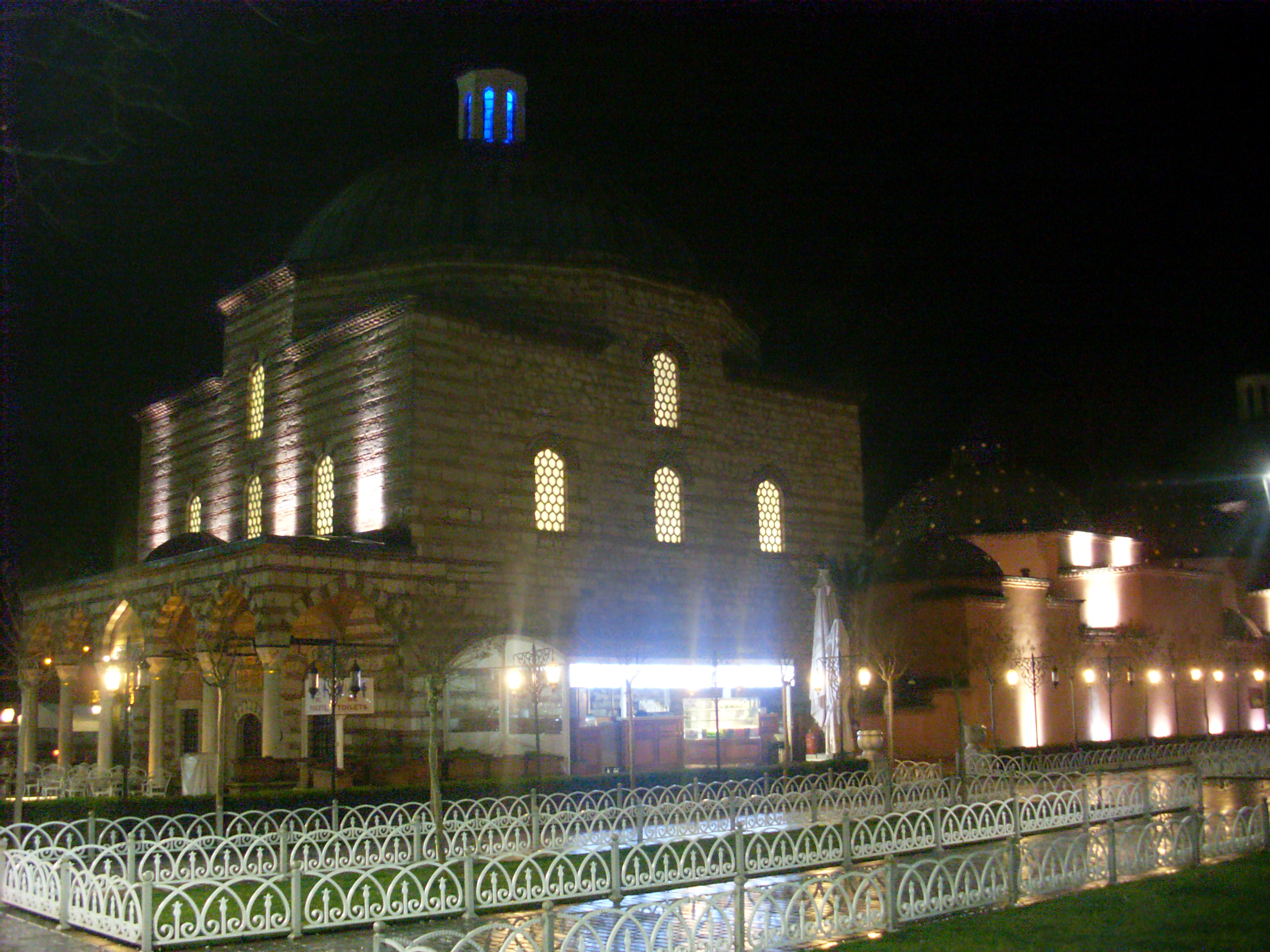